# Burgh

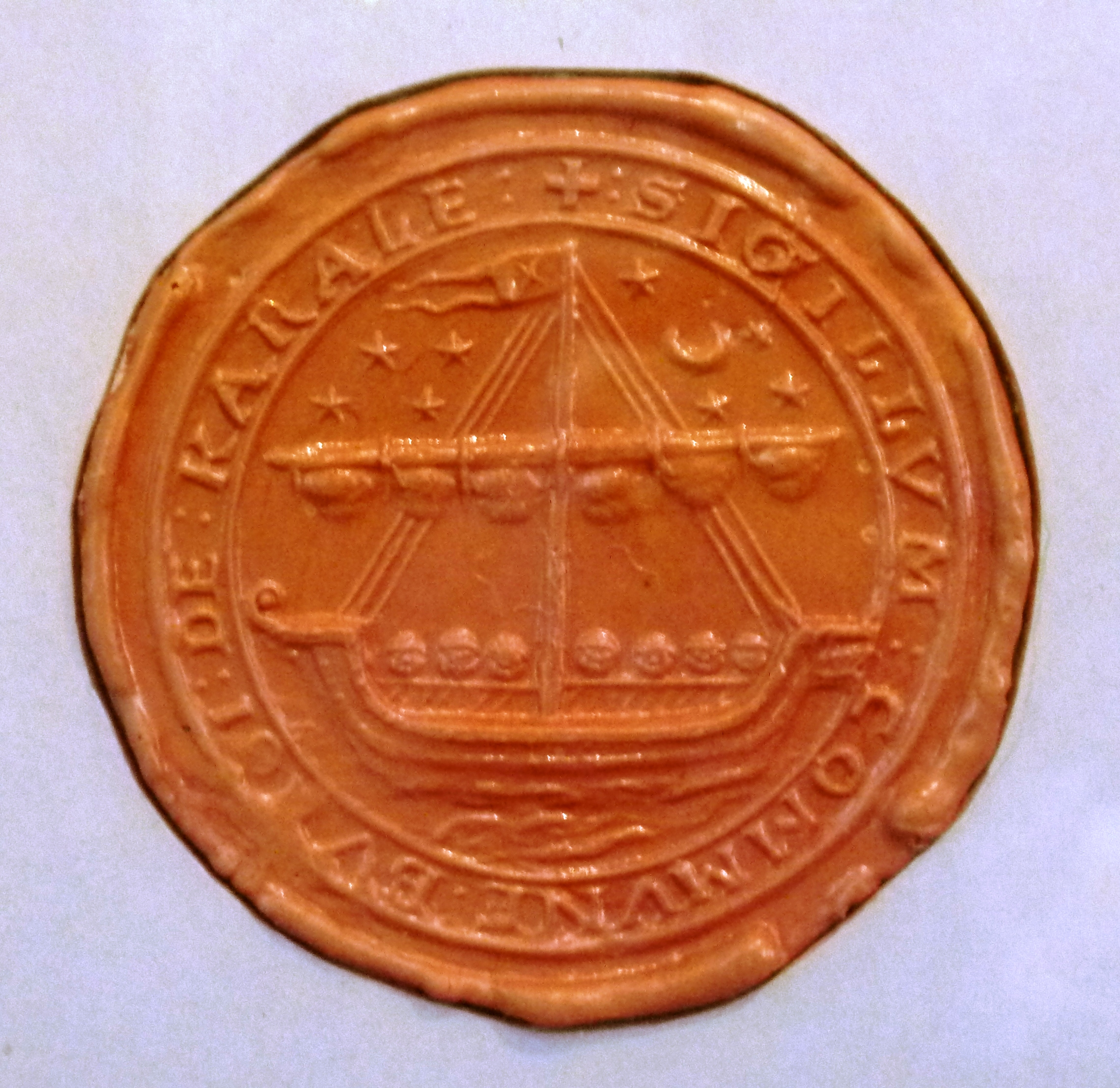
Sigillo del Burgh of Crail fife

Un burgh (/ˡbʌʀə/) è un'entità autonoma della Scozia (Regno Unito), di solito una città. Il termine è in uso dal XII secolo, quando Davide I creò i primi royal burgh. Tale status oggi ha tuttavia valore poco più che cerimoniale.

## Etimologia
Corrispondente all'inglese borough, derivano entrambi dall'inglese medio burgh: città, che deriva dall'inglese antico burg: città fortificata. In italiano corrisponde alla parola borgo.

## Storia
Il primo burgh fu Berwick.  Nel 1130, Davide I aveva concesso questo status anche a Stirling, Dunfermline, Aberdeen,  Perth, Scone e Edimburgo. 
I burgh avevano diritto alla rappresentanza nel parlamento scozzese. Secondo gli Acts of Union del 1707 molti divennero burgh parlamentari, rappresentati al parlamento della Gran Bretagna.
Secondo il Reform Acts del 1832, 32 anni dopo l'inclusione del parlamento della Gran Bretagna nel parlamento del Regno Unito, i confini dei burgh per le elezioni parlamentari cessarono di esserlo anche per altri scopi.
Quando furono creatti i consigli di contea scozzesi sotto l'Atto di governo locale (Scozia) 1889, i burgh avevano già un certo grado di influenza nel governo locale scozzese. Sia i consigli di contea che i consigli dei burgh furono aboliti dall'Atto di governo locale (Scozia) 1973, con la creazione di un nuovo sistema di consigli di regione, di zona e di ambito insulare.
Fino al 1833 ogni burgh aveva una propria costituzione o "sett". Il governo del burgh era spesso nelle mani di una corporazione autonominata e gestiva poche funzioni di amministrazione locale, spesso lasciate a corpi ad hoc. Nel 1834 furono varate 2 riforme: The Royal Burghs (Scotland) Act (3 & 4 Will. IV c. 76) e the Burghs and Police (Scotland) Act (3 & 4 Will. IV c.46).

## Caratteristiche
Il capo onorario di un burgh è provost (una sorta di sindaco). La maggior parte dei burgh reali detengono il titolo per le cerimonie, con l'eccezione delle Scottish cities. Sotto il provost erano i magistrati che fungevano da consiglieri e si occupavano dell'applicazione delle leggi. Oltre i compiti generali, avevano spesso quelli specifici, per esempio, esaminare i vini o le birre o altri prodotti venduti al mercato. La cittadina comune di un burgh era un burgess. I cittadini, non necessariamente benestanti, erano freemen, una classe che non comprendeva i dipendenti o i servi domestici e simili.
Ai primi burgh fu dato il potere di commerciare, il che gli ha permesso di avere controllo sul commercio fino al XIX secolo. La gente dei burgh si divideva pressappoco in mercanti e artigiani e le tensioni tra le due classi principali spesso caratterizzavano le città. Gli artigiani furono solitamente organizzati in gilde. Anche i mercanti avevano una gilda, gestita da un piccolo gruppo dei più potenti, ma molti mercanti non ne facevano parte. La classe comprendeva tutti i commercianti, dai possessori delle bancarelle e dagli uomini "da soma" ai negozianti e commercianti che avevano ricchezze notevoli.

## Tipi di burgh
Tra i tipi di burgh ci sono;
- Royal burgh, fondati per nomina Reale
- Burgh of regality, affidato a un nobile o lord of regality.
- Burgh of barony, affidato a un tenant-in chief, con poteri minori
- Parliamentary burgh o Burgh constituency, circoscrizione parlamentare
- Police burgh, burgh che operano un governo di sistema di polizia

## Etimologia
Nell'accezione di questa voce, la parola burgh deriva dalla lingua scots e si riferisce a entità corporate la cui legalità è peculiare della Scozia (la legge scozzese fu protetta e preservata come distinta dalle leggi di Inghilterra con gli Acts of Union del 1707). Si pronuncia come inglese borough, la quale è una parola affine della parola scots.
Ha parenti in altre lingue germaniche: burg in tedesco, borg in danese e svedese. La parola equivalente la si può trovare anche nella lingua frisone, nell'olandese, norvegese e islandese. Nell'Inghilterra del sud ha preso la forma bury, per esempio, nel Canterbury (Stewart 1967:193)

## Toponimo Burgh
Burgh è un comune suffisso nei toponimi, sia in Scozia che in terre di immigrazione scozzese:
- Edinburgh - Edimburgo
- Fraserburgh
- Helensburgh
- Jedburgh
- Leverburgh
- Maryburgh
- Musselburgh
- Newburgh
- Roxburgh
- Williamsburgh (Scozia e Stati Uniti)
- Kingsburgh (Scozia e Sudafrica)
- Pittsburgh, Pennsylvania, Stati Uniti
- Plattsburgh, New York, Stati Uniti
- Edinburgh, Indiana, Stati Uniti

È anche un nome a sé stante:
- Burgh, Renfrewshire, Scozia
- Burgh (Paesi Bassi) - municipalità di Schouwen-Duiveland
- Burgh (Suffolk), England
- Burgh by Sands, Cumbria, Inghilterra (pronunciato Bruff by Sands)
- Burgh Castle, Norfolk, Inghilterra
- Burgh le Marsh, Lincolnshire, Inghilterra
- Burgh on Bain, Lincolnshire, Inghilterra
- Burgh Island, Devon, Inghilterra
- Burgh next Aylsham, Norfolk, Inghilterra
- Burgh St Margaret, Norfolk, Inghilterra
- Burgh St Peter, Suffolk, Inghilterra